# Динстбир, Иржи (младший)
Иржи Динстбир младший (чеш. Jiří Dienstbier mladší, род. 27 мая 1969, Вашингтон) — чешский адвокат, политический и государственный деятель и адвокат. В прошлом — сенатор (2011—2020), министр по правам человека и равным возможностям (2014—2016) и председатель Законодательного совета Правительства Чешской Республики (2014—2016).
Являлся кандидатом на пост президента Чешской республики на Выборax президента Чехии в 2013 году. Выбыл из борьбы после первого тура.

## Биография
Pодился 27 мая 1969 года в США, где в то время его отец Иржи Динстбир работал иностранным корреспондентом Чехословацкого радио.
Его родители, убежденные противники коммунистического режима, были среди подписавших программный документ Хартия 77 .
После Бархатной революции в 1989 году он поступил в Карлов университет, на юридический факультет, который окончил в 1997 году. Почти 15 лет работал адвокатом и одновременно участвовал в коммунальной политике. С 1997 года является членом Чешской социал-демократической партии.
С июля 2010 года работал теневым министром юстиции в теневом правительстве социал-демократов.
В марте 2011 года Йиржи Динстбир победил на довыборах в Сенат Парламента Чешской республики и в то же самое время съезд партии выбрал его заместителем председателя.
Кандидатом в президенты Чехии он официально стал 19 мая 2012 года, когда его выдвинул на этот пост Центральный комитет Чешской социал-демократической партии.
29 января 2014 года назначен министром по правам человека и равным возможностям в коалиционном правительстве под руководством премьер-министра Богуслава Соботки. 30 ноября 2016 года отправлен в отставку, его сменил Ян Хвойка.

## Личная жизнь
Живёт вместе с женой Ярославой Томашовой. У них сын Иржи Динстбир (род. 1993).